# Bataille des Thermopyles (1941)
Cet article concerne la bataille des Thermopyles de 1941. Pour autres dates, voir Bataille des Thermopyles (homonymie).
Au cours de l'offensive contre la Grèce de l'Allemagne nazie, forces grecques et britanniques, après s'être retirées des défilés de Servia et de l'Olympe, se déploient en Grèce centrale : les Britanniques, en fait Néo-zélandais et Australiens, s'établissent le 18 avril 1941 dans le défilé des Thermopyles où ils vont retarder la Wehrmacht jusqu'au 24 avril 1941.

## Déroulement
Aux Thermopyles, où cinq grandes batailles historiques avaient déjà eu lieu dans l'antiquité, le général britannique Bernard Freyberg et le lieutenant général australien Iven Mackay reçoivent l'ordre de défendre respectivement la côte (secteur néo-zélandais et grec), et le village de Bralos (secteur australien) : le souvenir du sacrifice de Léonidas et de ses hommes pèse sur eux, d'autant que Freyberg et Mackay, ignorant les discussions tenues en haut lieu concernant l'évacuation, informent leurs subordonnés qu'il n'y aurait plus d'autre retraite. Plus tard, Mackay dira à ce sujet :

« Je pensais que nous tiendrions une quinzaine de jours et que nous aurions été battus par le poids du nombre. »

Dans le secteur néo-zélandais de Freyberg, la 5e brigade se déploie le long de la route côtière (là où se trouve aujourd'hui l'autoroute Athènes-Lamia-Salonique), au pied des collines au sud de Lamia, et le long de la rivière Spercheios ; la 4e brigade se positionne le long de la côte où elle établit des patrouilles de surveillance ; la 6e brigade reste en réserve.
Dans le secteur australien de Mackay, la 19e brigade (comprenant le 2e - 4e et le 1er - 8e bataillons) défend Balos. Le 19 avril, les 2e - 1er et 2e - 5e bataillons sont placés sous l'autorité du général George Alan Vasey, renforcés du 2e - 11e bataillon arrivé le même jour et dans les premières heures du jour suivant.

Quand la retraite est ordonnée le 23 avril, il est décidé que les deux secteurs doivent être tenus chacun par une brigade. Ces brigades, la 19e australienne et la 6e néo-zélandaise, doivent tenir le défilé le plus longtemps possible, permettant ainsi aux autres unités de se retirer. Vasey, commandant de la 19e brigade aurait dit : 

« Ici nous sommes, ici nous resterons, par notre sang. »

 Une phrase qui fut interprétée par le major de brigade comme « la brigade tiendra sa position défensive actuelle quoi qu'il arrive ».
La Wehrmacht attaque le 24 avril, rencontre une forte résistance, perd une quinzaine de chars et subit des pertes considérables. Cette action de retardement accomplie, l'arrière-garde bat en retraite en direction des plages d'évacuation et établit une nouvelle ligne défensive à Thèbes.

### Pour aller plus loin